# プロサッカーニュース
プロサッカーニュースは、フジテレビONEで放送されているサッカー情報専門番組である。以前は毎週や隔週の放送であったが、現在は概ね月1回ペースで放映されている。再放送もあり。
「本格的国内プロサッカー専門ニュース番組」を謳っており、Jリーグ、サッカー日本代表を中心に国内の試合を余すとこなくフォローする他、試合以外の様々な情報も伝えている。題名からして、まさに「プロ野球ニュース」のサッカー版的内容、かつオマージュと言える（同例は「F1GPニュース」もある）。
2013年からは1時間に縮小され「カウントダウンフットボール」として一新された。

## 出演者

### キャスター
- 清水圭
- 竹内友佳（2012年1月-）

### 解説
- 清水秀彦

### ゲスト
- 久保武司（夕刊フジ解説委員）
- 川原崇（週刊サッカーダイジェスト編集長）
- 中山淳（季刊雑誌「FootBall LIFE」編集長）
- 平野史（スポーツライター）

（久保は毎週出演。川原、中山は毎週交互に出演）

### 過去の出演者
キャスター
- 梅田陽子
- 相沢礼子（ － 2007年3月）
- 八木依子（2007年4月 － 2008年12月）
- 松原渓（2009年1月 － 2011年12月）

解説者
- 風間八宏